# Elecciones regionales de Calabria de 2020
Las elecciones regionales de Calabria de 2020 tuvieron lugar en Calabria, Italia, el 26 de enero de 2020. El resultado fue la victoria de la coalición de centroderecha y la elección de Jole Santelli como presidente de Calabria.
La elección se celebró al mismo tiempo que la elecciones regionales en Emilia-Romaña.

## Sistema electoral
Calabria es una región italiana con un estatuto ordinario. Tanto el consejo regional como su presidente son elegidos simultáneamente por cinco años por sufragio universal directo. Los 29 consejeros son elegidos por escrutinio proporcional plurinominal con listas abiertas, voto preferencial y un umbral electoral del 8%, mientras que el presidente es elegido por escrutinio mayoritario uninominal. Este último debe presentarse como candidato en una lista para el Consejo Regional.
La lista del presidente electo recibe inmediatamente una prima de gobernabilidad, llevando su cuota de escaños a un mínimo del 55% del total. A continuación, los escaños se distribuyen proporcionalmente a las distintas listas que han traspasado el umbral electoral, y a sus candidatos según los votos preferenciales que hayan recogido. El umbral del 8% se reduce al 4% para las listas que se presentan dentro de una coalición que ha cruzado el umbral inicial. Además, tanto el presidente electo como el candidato que quedó en segundo lugar en las elecciones a la presidencia se convierten en miembros ex officio del consejo, por lo que el total de concejeros llega a 31.

### Modalidades
El elector vota en la misma papeleta por un candidato a la presidencia y por una lista de partido. Tiene la posibilidad de expresar este voto de varias formas.
- O votar por una lista, en cuyo caso su voto también se suma a los del candidato presidencial apoyado por la lista. También tiene la posibilidad de emitir un voto preferencial por dos candidatos de su elección en la lista escribiendo sus nombres. En este caso, no debe escribir los nombres de dos candidatos del mismo sexo, ni un solo nombre.

- O votar solo por un candidato a la presidencia, en cuyo caso su voto no se extiende a su lista.

- O especificar su voto por un candidato y por una lista. Este último, sin embargo, debe ser uno de los que apoyan al candidato elegido.

### Distribución de escaños
| Provincias                  | Circ.                       | Escaños |  |
| Cosenza                     | Norte                       | 10      |  |
| Catanzaro                   | Centro                      | 10      |  |
| Crotona                     | Centro                      | 10      |  |
| Vibo Valentia               | Centro                      | 10      |  |
| Regio de Calabria           | Sur                         | 9       |  |
| Candidatos a la presidencia | Candidatos a la presidencia | 2       |  |
| Total                       | Total                       | 31      |  |

## Antecedentes

### Cuadro político
Las elecciones regionales de Calabria de 2014 se celebraron el 23 de noviembre. El plazo para fijar la fecha de la consulta osciló entre el 24 de noviembre de 2019 y el 26 de enero de 2020. El 25 de noviembre se publicó el decreto convocando a las elecciones, fijado para el 26 de enero de 2020, último día posible.
La centroizquierda ha decidido no volver a nominar al gobernador saliente Mario Oliverio, electo en 2014 con el 61,4% de las preferencias, destinatario de tres acusaciones en procesos penales. También a la luz de las encuestas que han relegado a Oliverio al último lugar entre los presidentes regionales más populares, el presidente nacional del PD lanzó un llamamiento para reconstruir una gran alineación unitaria, se oficializa la candidatura del empresario Filippo Callipo.
El desafío interno para la elección del candidato de centroderecha se refería a Mario Occhiuto y Jole Santelli, alcalde y vicealcalde de Cosenza, respectivamente, ambos exponentes de Forza Italia. Tras el veto impuesto por la Liga al primero, se eligió a la segunda. Al día siguiente Occhiuto anuncia que quiere postularse como candidato, apoyado en tres listas cívicas y acusando a Santelli de haberlo traicionado, sólo para retirarse el 27 de diciembre a pedido de Silvio Berlusconi para no entorpecer la campaña electoral del centroderecha.

### Programas electorales
Jole Santelli, abogada, apoyada por la centroderecha, tenía como objetivo la desburocratización, la economía y la digitalización del sistema administrativo. Su programa también incluía políticas destinadas a elevar el nivel de empleo de Calabria, así como al desarrollo medioambiental sostenible y al aumento del turismo. Otros puntos: valorización del patrimonio cultural, atención al mundo universitario y escolar, políticas de salud orientadas a incrementar la investigación y la calidad de la salud en la región, lo que también conduce a una reducción de la migración sanitaria.
Filippo Callipo, un emprendedor, apoyado por la centroizquierda, se centró en el tema de la transparencia y la escucha orientada a la renovación de la clase dominante y la reorganización de la maquinaria burocrática. La mejora de la calidad del gasto de los fondos europeos y la transparencia en los métodos de publicación de los anuncios. El trabajo, a través de la mejora de infraestructuras orientadas a la atracción de empresas. El 19 de enero de 2020 publicó un video en su canal de YouTube en el que el profesor Roberto Crea ilustra la idea de un Silicon Valley en Calabria inspirado en el que trabaja en California. La atención médica se encuentra entre las otras prioridades.
Francesco Aiello, catedrático de la UNICAL, candidato del Movimiento 5 Estrellas, además del gran tema de la renovación de la clase política, ha fijado su campaña electoral en los temas de derechos fundamentales de la ciudadanía (salud y servicios) y la economía, en particular sobre nuevos criterios de gasto para los fondos de desarrollo y cohesión, destinados al crecimiento empresarial. Entre las prioridades: agricultura sostenible y organizada, cero residuos e infraestructuras, el fortalecimiento del puerto de Gioia Tauro y la modernización del transporte ferroviario.
Carlo Tansi, investigador del CNR, montó su campaña electoral cívica sobre la transparencia y la renovación radical de la burocracia regional, en virtud de lo que hizo en su experiencia como presidente en la protección civil calabresa. Su objetivo era reducir los departamentos regionales, en su opinión demasiados en comparación con los de las otras regiones, y liberar fondos para la inestabilidad hidrogeológica. La remediación ambiental, el reciclaje de residuos y la reactivación del turismo fueron los puntos más citados. También propuso una renovación en los ASP y la salud en general a través de nuevos concursos y criterios de meritocracia.

### Campaña electoral
Además de los distintos candidatos presidenciales, la campaña electoral también vio como protagonistas a los líderes nacionales de los distintos partidos. De hecho, todos los líderes de partido más importantes fueron a Calabria para apoyar a los candidatos de su coalición o partido, incluidos: Matteo Salvini (Lega), Nicola Zingaretti (PD), Luigi Di Maio y Vito Crimi (M5S), Silvio Berlusconi (FI) y Giorgia Meloni (FdI).

## Partidos y candidatos
| Partido político o alianza | Partido político o alianza   | Listas constituyentes                      | Listas constituyentes        | Resultados previos | Resultados previos | Candidato        | Candidato |
| Partido político o alianza | Partido político o alianza   | Listas constituyentes                      | Listas constituyentes        | Votos (%)          | Escaños            | Candidato        | Candidato |
| -------------------------- | ---------------------------- | ------------------------------------------ | ---------------------------- | ------------------ | ------------------ | ---------------- | --------- |
|                            | Coalición de centroizquierda |                                            | Partido Democrático (PD)     | 23,7               | 9                  | Filippo Callipo  |           |
|                            | Coalición de centroizquierda | Me quedo en Calabria                       | —                            | —                  |                    | Filippo Callipo  |           |
|                            | Coalición de centroizquierda | Demócratas Progresistas (incl. Art.1)      | 7,3                          | 3                  |                    | Filippo Callipo  |           |
|                            | Coalición de centroderecha   |                                            | Forza Italia (FI)            | 12,3               | 5                  | Jole Santelli    |           |
|                            | Coalición de centroderecha   | Liga (Lega)                                | —                            | —                  |                    | Jole Santelli    |           |
|                            | Coalición de centroderecha   | Hermanos de Italia (FdI)                   | 2,5                          | –                  |                    | Jole Santelli    |           |
|                            | Coalición de centroderecha   | Unión de Centro (UdC)                      | 2,7                          | –                  |                    | Jole Santelli    |           |
|                            | Coalición de centroderecha   | Casa de las Libertades (CdL)               | 8,6                          | 3                  |                    | Jole Santelli    |           |
|                            | Coalición de centroderecha   | Jole Santelli Presidente (incl. Nuevo CDU) | —                            | —                  |                    | Jole Santelli    |           |
|                            | Aiello Presidente            |                                            | Movimiento 5 Estrellas (M5S) | 4,9                | –                  | Francesco Aiello |           |
|                            | Aiello Presidente            | Calabria Cívica                            | —                            | —                  |                    | Francesco Aiello |           |
|                            | Tansi Presidente             |                                            | Tesoro Calabria              | —                  | —                  | Carlo Tansi      |           |
|                            | Tansi Presidente             | Calabria Libre                             | —                            | —                  |                    | Carlo Tansi      |           |
|                            | Tansi Presidente             | Calabria Limpia                            | —                            | —                  |                    | Carlo Tansi      |           |

## Encuestas de opinión

### Candidatos
| Fecha       | Encuestadora | Tamaño de la muestra | Callipo     | Santelli              | Aiello | Otros | Indecisos | Dif. |           |           |         |   |   |      |
| Fecha       | Encuestadora | Tamaño de la muestra | 26 Ene 2020 | Opinio (boca de urna) | –      | Otros | Indecisos | Dif. | 31,0–35,0 | 49,0–53,0 | 5,0–9,0 | – | – | 18,0 |
| ----------- | ------------ | -------------------- | ----------- | --------------------- | ------ | ----- | --------- | ---- | --------- | --------- | ------- | - | - | ---- |
| 7 Ene 2020  | Noto         | 1.000                | 34,0        | 52,0                  | 10,0   | 2,0   |           | 18,0 |           |           |         |   |   |      |
| 12 Dec 2019 | Noto         | –                    | 28,0        | 45,0                  | 12,0   | 15,0  | —         | 17,0 |           |           |         |   |   |      |

### Partidos
| Fecha    | Encuestadora | Tamaño de la muestra | Centroizquierda | Centroizquierda | M5S              | Centroderecha | Centroderecha | Centroderecha | Centroderecha | Otros | Indecisos | Dif. |      |      |      |      |   |   |   |     |
| Fecha    | Encuestadora | Tamaño de la muestra | PD              | Otro            | M5S              | FI            | FdI           | Lega          | Otro          | Otros | Indecisos | Dif. |      |      |      |      |   |   |   |     |
| -------- | ------------ | -------------------- | --------------- | --------------- | ---------------- | ------------- | ------------- | ------------- | ------------- | ----- | --------- | ---- | ---- | ---- | ---- | ---- | - | - | - | --- |
| Fecha    | Encuestadora | Tamaño de la muestra | 28 Oct 2019     | Otro            | Affaritaliani.it | –             | 18,5          | —             | Otro          | Otros | Indecisos | Dif. | 13,5 | 11,4 | 16,2 | 23,1 | — | — | — | 4,6 |
| Sep 2019 | GPF          | 600                  | 18,7            | 18,7            | 18,7             | 28,2          | 28,2          | 28,2          | 28,2          | –     | 53,1      | 9,5  |      |      |      |      |   |   |   |     |

## Resultados

Partido más votado por comune

|                                                        |                                    |           |        |         |                          |                        |         |        |         |
| Candidatos                                             | Candidatos                         | Votos     | %      | Escaños | Partidos                 | Partidos               | Votos   | %      | Escaños |
|                                                        | Jole Santelli                      | 449.705   | 55,29  | 1       |                          | Forza Italia           | 96.067  | 12,34  | 5       |
|                                                        | Jole Santelli                      | 449.705   | 55,29  | 1       | Liga                     | 95.400                 | 12,25   | 4      |         |
|                                                        | Jole Santelli                      | 449.705   | 55,29  | 1       | Hermanos de Italia       | 84.507                 | 10,85   | 4      |         |
|                                                        | Jole Santelli                      | 449.705   | 55,29  | 1       | Jole Santelli Presidente | 65.816                 | 8,45    | 2      |         |
|                                                        | Jole Santelli                      | 449.705   | 55,29  | 1       | Unión de Centro          | 53.250                 | 6,84    | 2      |         |
|                                                        | Jole Santelli                      | 449.705   | 55,29  | 1       | Casa de las Libertades   | 49.778                 | 6,39    | 2      |         |
| Total                                                  | Total                              | 449.705   | 55,29  | 1       | 444.818                  | 57,13                  | 19      |        |         |
|                                                        | Filippo Callipo                    | 245.154   | 30,14  | 1       |                          | Partido Democrático    | 118.249 | 15,19  | 5       |
|                                                        | Filippo Callipo                    | 245.154   | 30,14  | 1       | Me quedo en Calabria     | 61.699                 | 7,92    | 3      |         |
|                                                        | Filippo Callipo                    | 245.154   | 30,14  | 1       | Demócratas Progresistas  | 47.650                 | 6,12    | 2      |         |
| Total                                                  | Total                              | 245.154   | 30,14  | 1       | 227.598                  | 29,23                  | 10      |        |         |
|                                                        | Francesco Aiello                   | 59.796    | 7,35   | –       |                          | Movimiento 5 Estrellas | 48.784  | 6,27   | –       |
|                                                        | Francesco Aiello                   | 59.796    | 7,35   | –       | Calabria Cívica          | 8.544                  | 1,10    | –      |         |
| Total                                                  | Total                              | 59.796    | 7,35   | –       | 57.328                   | 7,36                   | –       |        |         |
|                                                        | Carlo Tansi                        | 58.700    | 7,22   | –       |                          | Tesoro Calabria        | 40.299  | 5,18   | –       |
|                                                        | Carlo Tansi                        | 58.700    | 7,22   | –       | Calabria Libre           | 5.329                  | 0,68    | –      |         |
|                                                        | Carlo Tansi                        | 58.700    | 7,22   | –       | Calabria Limpia          | 3.230                  | 0,41    | –      |         |
| Total                                                  | Total                              | 58.700    | 7,22   | –       | 48.858                   | 6,28                   | –       |        |         |
|                                                        |                                    |           |        |         |                          |                        |         |        |         |
| Votos inválidos                                        | Votos inválidos                    | 27.208    | 3,24   |         |                          |                        |         |        |         |
| Total candidatos                                       | Total candidatos                   | 840.563   | 100,00 | 2       | Total partidos           | Total partidos         | 778.602 | 100,00 | 29      |
| Votantes registrados/participación                     | Votantes registrados/participación | 1.895.990 | 44,33  |         |                          |                        |         |        |         |
| Fuente: Ministerio del Interior – Elección en Calabria |                                    |           |        |         |                          |                        |         |        |         |

| \| Voto popular \| Voto popular \| Voto popular \| Voto popular \| Voto popular \| \| --------------- \| --------------- \| ------------ \| ------------ \| ------------ \| \| \| \| \| \| \| \| PD \| PD \| \| 15.19 % \| 15.19 % \| \| FI \| FI \| \| 12.34 % \| 12.34 % \| \| Lega \| Lega \| \| 12.25 % \| 12.25 % \| \| FdI \| FdI \| \| 10.85 % \| 10.85 % \| \| Santelli \| Santelli \| \| 8.45 % \| 8.45 % \| \| Callipo \| Callipo \| \| 7.92 % \| 7.92 % \| \| UdC \| UdC \| \| 6.84 % \| 6.84 % \| \| CdL \| CdL \| \| 6.39 % \| 6.39 % \| \| M5S \| M5S \| \| 6.27 % \| 6.27 % \| \| Progresistas \| Progresistas \| \| 6.12 % \| 6.12 % \| \| Tansi \| Tansi \| \| 5.18 % \| 5.18 % \| \| Calabria Cívica \| Calabria Cívica \| \| 1.10 % \| 1.10 % \| \| Otros \| Otros \| \| 1.09 % \| 1.09 % \| |                 |  |         |         |
| Voto popular |                 |  |         |         |
| |                 |  |         |         |
| PD | PD              |  | 15.19 % | 15.19 % |
| FI | FI              |  | 12.34 % | 12.34 % |
| Lega | Lega            |  | 12.25 % | 12.25 % |
| FdI | FdI             |  | 10.85 % | 10.85 % |
| Santelli | Santelli        |  | 8.45 %  | 8.45 %  |
| Callipo | Callipo         |  | 7.92 %  | 7.92 %  |
| UdC | UdC             |  | 6.84 %  | 6.84 %  |
| CdL | CdL             |  | 6.39 %  | 6.39 %  |
| M5S | M5S             |  | 6.27 %  | 6.27 %  |
| Progresistas | Progresistas    |  | 6.12 %  | 6.12 %  |
| Tansi | Tansi           |  | 5.18 %  | 5.18 %  |
| Calabria Cívica | Calabria Cívica |  | 1.10 %  | 1.10 %  |
| Otros | Otros           |  | 1.09 %  | 1.09 %  |

| \| Presidente \| Presidente \| Presidente \| Presidente \| Presidente \| \| ---------- \| ---------- \| ---------- \| ---------- \| ---------- \| \| \| \| \| \| \| \| Santelli \| Santelli \| \| 55.29 % \| 55.29 % \| \| Callipo \| Callipo \| \| 30.14 % \| 30.14 % \| \| Aiello \| Aiello \| \| 7.35 % \| 7.35 % \| \| Tansi \| Tansi \| \| 7.22 % \| 7.22 % \| |          |  |         |         |
| Presidente |          |  |         |         |
| |          |  |         |         |
| Santelli | Santelli |  | 55.29 % | 55.29 % |
| Callipo | Callipo  |  | 30.14 % | 30.14 % |
| Aiello | Aiello   |  | 7.35 %  | 7.35 %  |
| Tansi | Tansi    |  | 7.22 %  | 7.22 %  |

| \| Porcentaje de escaños \| Porcentaje de escaños \| Porcentaje de escaños \| Porcentaje de escaños \| Porcentaje de escaños \| \| --------------------- \| --------------------- \| --------------------- \| --------------------- \| --------------------- \| \| \| \| \| \| \| \| Centroderecha \| Centroderecha \| \| 64.52 % \| 64.52 % \| \| Centroizquierda \| Centroizquierda \| \| 35.48 % \| 35.48 % \| |                 |  |         |         |
| Porcentaje de escaños |                 |  |         |         |
| |                 |  |         |         |
| Centroderecha | Centroderecha   |  | 64.52 % | 64.52 % |
| Centroizquierda | Centroizquierda |  | 35.48 % | 35.48 % |

### Participación
| Región | Hora   | Hora   | Hora   |
| Región | 12:00  | 19:00  | 23:00  |
| --- | ------ | ------ | ------ |
| Calabria | 10,50% | 35,54% | 44,33% |
| Provincia | Hora   | Hora   | Hora   |
| Provincia | 12:00  | 19:00  | 23:00  |
| Catanzaro | 11,86% | 38,00% | 46,78% |
| Cosenza | 10,58% | 35,86% | 44,14% |
| Crotona | 9,76%  | 32,17% | 39,56% |
| Regio de Calabria | 10,17% | 35,23% | 45,40% |
| Vibo Valentia | 9,06%  | 33,18% | 41,35% |
| Fuente: Ministerio del Interior – Participación (enlace roto disponible en Internet Archive; véase el historial, la primera versión y la última). |        |        |        |